# Hestiasula javana
Hestiasula javana es una especie de mantis de la familia Hymenopodidae.

## Distribución geográfica
Se encuentra en Java.